# Мел Паттон
Мелвін Емері Паттон (англ. Melvin Emery Patton; нар. 16 листопада 1924 — пом. 9 травня 2014) — американський легкоатлет, який спеціалізувався в бігу на короткі дистанції.

## Досягнення
Дворазовий олімпійський чемпіон-1948 з бігу на 200 метрів та естафетного бігу 4×100 метрів.
Екс-рекордсмен світу з бігу на 100 ярдів, 200 метрів по прямій та в естафетному бігу 4×220 ярдів.
По завершенні спортивної кар'єри працював вчителем, тренером з легкої атлетики, обіймав керівні посади в ракетокосмічній індустрії та галузі електроніки.
У 1970-х керував Національною спортивною програмою Саудівської Аравії.

## Основні міжнародні виступи
| Рік  | Змагання         | Місто   | Місце | Дисципліна |
| ---- | ---------------- | ------- | ----- | ---------- |
| 1948 | Олімпійські ігри | Лондон  | 5     | 100 м      |
| 1948 | 1                | 200 м   |       |            |
| 1948 | 1                | 4×100 м |       |            |